# 佐伯美由紀
佐伯 美由紀（さはく みゆき、6月3日 - ）は、日本の舞台女優、声優。千葉県出身。EARLY WING所属。

## 来歴
2025年3月31日、同日付でオフィスPACが事業停止したことに伴い、翌4月1日付でEARLY WINGに移籍。

## 人物
特技・趣味には読書、散歩、バルーンアートをそれぞれ挙げている。

## 出演
太字はメインキャラクター。

### テレビアニメ
2016年
- ルパン三世 PART IV（客2）

2018年
- ルパン三世 PART5（クロエの親友）
- おしりたんてい（2018年 - 2023年、みみずの母先生、ヒュン・ヒョウコ、フサオ、サル子、ウシ少年 他）

2020年
- 映像研には手を出すな!（アナウンス）
- アーヤと魔女
- サクガン（ユーリ〈幼少期〉）

2022年
- 幻想三國誌 -天元霊心記-（女将）
- 平家物語（女御2）

2022年
- ルパン三世 PART6（チビッ子B、女性職員）
- ダンス・ダンス・ダンスール（女子生徒）
- 名探偵コナン ゼロの日常（受付、赤ちゃんの母親）
- よふかしのうた（2022年 - 2025年、ロング） - 2シリーズ

2023年
- 永久少年 Eternal Boys（女子生徒、ファン）
- 天国大魔境（桃子）
- ゾン100〜ゾンビになるまでにしたい100のこと〜（女性）

2024年
- 烏は主を選ばない（垂氷の村人）

2025年
- 神統記（テオゴニア）（ラグ村女性）
- ダンダダン（鬼頭呪り子）

### 劇場アニメ
2019年
- 映画 おしりたんてい シリーズ（2019年 - 2024年、ヒュン・ヒョウコ、スフーレ島の子供たち、さるばとおる、キリンの学生） - 5作品
- ルパン三世 THE FIRST（女性）

2020年
- 泣きたい私は猫をかぶる（桐島眞子）

2021年
- 機動戦士ガンダム 閃光のハサウェイ（女医）
- アーヤと魔女
- 岬のマヨイガ（町の人2）
- サマーゴースト（佐藤香澄）
- フラ・フラダンス

2022年
- 犬王

2024年
- 好きでも嫌いなあまのじゃく（2024年、ふうこ）

### Webアニメ
- 無限の住人-IMMORTAL-（2019年 - 2020年、辰）
- 日本沈没2020（2020年、難民I、女A）
- LUPIN ZERO（2023年、店員〈アクセサリーショップ〉）
- 怒りのオコリザル観察日記（2024年、先生）

### ゲーム
- 逆転裁判5（2013年、綾里春美、天馬ゆめみ）
- ダンボール戦機WARS（2013年）
- 大逆転裁判 -成歩堂龍ノ介の冒險-（2015年、ジーナ・レストレード、ローラ・オマーリ）
- オートチェス（2019年、水のスピリット）
- ファイナルファンタジーVII リメイク（2020年）
- デッドライジング デラックスリマスター（2024年）

### 吹き替え

#### 映画
2014年
- それでも夜は明ける（マーガレット・ノーサップ〈クヮヴェンジャネ・ウォレス〉）

2015年
- 北国の帝王 ※日本語吹替完声版
- ミッシング・デイ（秘書、レポーター、銀行員、警官、ウェイトレス、養女ニーナ）

2016年
- ウーマン・イン・ブラック2 死の天使
- 太陽がいっぱい（イングリッド〈ジャクリーン・ドカエ〉）※スターチャンネル版
- マッド・ウォーリアーズ 頂上決戦（ジージャー 〈ジージャー・ヤーニン〉）

2017年
- ズーランダー NO.2（アナ・ウィンター、エルフ）
- 少女ファニーと運命の旅（ジャック〈ルシアン・クーリー〉）
- ブラック・ビューティー
- 真夜中のパリでヒャッハー!（レミ〈エンツォ・トマジーニ〉）
- ライフ

2018年
- エブリデイ
- おみおくりの作法（女店員、清掃員）
- 天下無敵のジェシカ・ジェームズ（ターシャ〈ノエル・ウェルズ〉）
- バッド・シード
- ホールド・ザ・ダーク そこにある闇

2019年
- Merry Christmas! 〜ロンドンに奇跡を起こした男〜（女従業員）

2020年
- ザ・ビースト（ラファエル〈ジェレミー・ナサリオ〉）
- フィール・ザ・ビート
- ラン・スイートハート・ラン

2021年
- トムとジェリー（リンダ・ペリーボトム〈カミラ・アーフウェドソン〉）
- シャン・チー/テン・リングスの伝説（ポニーテールの女）
- パーフェクト・ケア
- 闇はささやく

2022年
- ファンタスティック・ビーストとダンブルドアの秘密（ウェイトレス）
- セント・エルモス・ファイアー（めがね男子）※ザ・シネマ版
- INTERCEPTOR/インターセプター
- パーフェクト・ペアリング（オードラ〈ルーシー・デュラック〉）
- ミー・タイム
- ラブ＆ジェラート
- ティファニーの贈り物（テリー）

2023年
- ドリーム 〜狙え、人生逆転ゴール!〜（ソンジャ）

2024年
- ロ・ギワン（リ・オッキ〈キム・ソンニョン〉）

2025年
- レイトナイト 私の素敵なボス（キャサリン・ニューベリー〈エマ・トンプソン〉）
- 啓示

#### ドラマ
2015年
- NCIS: ニューオーリンズ #8
- マスター・オブ・ゼロ（レイチェル〈ノエル・ウェルズ〉）

2016年
- アメリカン・クライム・ストーリー/O・J・シンプソン事件（シドニー、コートニー・カーダシアン 他）
- クリミナル・マインド FBI行動分析課 シーズン11 #8
- The Ranch ザ・ランチ（アビー・フィリップス・ベネット〈エリシャ・カスバート〉）
- 戦争と平和 #8

2017年
- APB ハイテク捜査網

2018年
- クリミナル・マインド FBI行動分析課 シーズン13 #8
- マイ・ブロック シーズン2 #3（女子学生1）、#4（ミア）

2019年
- デッド・トゥ・ミー 〜さようならの裏に〜（ヘンリー・ハーディング〈ルーク・レスラー〉）
- ファミリー・ストーリー 〜これみんな家族なの?〜
- ボクらを見る目
- ミスター・メルセデス
- ブラック・ミラー シーズン5 #1（パーティーの少女）

2020年
- AJ&クイーン（アリッサ、女性店員）
- ウォッチメン
- NCIS: ニューオーリンズ（メリッサ）
- クリミナル・マインド FBI行動分析課

2021年
- ザ・チェア 〜私は学科長〜（ダフナ・アイゼンシュタット〈エラ・ルビン〉）
- スタートレック:ピカード（リカルド）
- フローラとユリシーズ

2022年
- 大草原の小さな家（ジェイソン・リード・カーター〈ディヴィッド・フリードマン〉）※NHK BS4K版
- スーパーマン&ロイス（ジャネット、パテル）
- グリッチ－青い閃光の記憶－（ソ・ファジョン執事、ジヒョの継母）
- 超サイテーなスージーの日常（クロエ）
- ラ・ブレア（エラ・ジョーンズ〈ミシェル・ベルガラ・ムーア〉）
- ペーパー・ハウス・コリア: 統一通貨を奪え PART2（先生）

2023年
- クイーンメーカー（ソン・ヨンシム〈ソ・イスク〉）
- グラマラス（ジュリア〈ダイアナ・マリア・リーヴァ〉）

2024年
- レイブンのウチはチョー大変! シーズン5（アリス〈マイカル＝ミシェル・ハリス〉）
- タッカンジョン（チュモ、スンシム）
- トランク（イ・ソン、ペク・ユシム）

#### テレビ番組
- フリンチ: 怯んだら負け!（英語版）（ケイト）
- カーダシアン家のセレブな日常（トレイシー）

#### アニメ
- アバローのプリンセス エレナ
- ウィッシュンプーフ!（英語版）（フェアリーおばあちゃん）
- ザ・シンプソンズ（ミルハウス・ヴァン・ホーテン〈2代目〉、スクラッチー 〈2代目〉、ブランディーン・スパックラー〈3代目〉、ネルソン・マンツの母、クッキー・クワン〈3代目〉 他）
- しゅつどう! パジャマスク（ニュートン、ニュートンスター）
- ドックのおもちゃびょういん（イギー）
- フェイフェイと月の冒険
- プラウドファミリー（ヌビア[15]）
- ミッキーマウスとロードレーサーズ
- ライオン・ガード（ベシティ）
- ロスト・イン・オズ（英語版）（サイラ）

### ボイスオーバー
- カーダシアン家のセレブな日常（トレイシー・ロムルス）
- 13th -憲法修正第13条-（ミシェル・アレグザンダー）
- ザ・森男（カレン）
- テンプル騎士団と海賊の財宝（アンドレア・メイヤー）
- ネクスト・イン・ファッション
- 眠ったお宝探し隊 アメリカン・ピッカーズ
- プロジェクト・ランウェイ
- ワールド オブ ダンス

### ナレーション
- 毎月の番組ガイド（囲碁・将棋チャンネル）
- 火曜は全力!華大さんと千鳥くん（関西テレビ放送制作・フジテレビ）[16]

### オーディオブック
- 愛がなんだ
- 豚のレバーは加熱しろ

### 舞台
- 風を継ぐ者
- 殺戮ゲーム
- 見よ、飛行機の高く飛べるを

### シリーズ一覧
1. ↑  Season1（2022年）、Season2（2025年）
2. ↑  『映画 おしりたんてい カレーなる じけん』（2019年）、『映画 おしりたんてい スフーレ島のひみつ』（2021年）、『映画おしりたんてい 夢のジャンボスイートポテトまつり』（2022年）、『映画おしりたんてい さらば愛しき相棒（おしり）よ』（2024年）、『映画おしりたんてい なんでもかいけつ倶楽部 対 かいとうU』（2024年）

### 初出話一覧
1. ↑  Season2 第1話初出
2. ↑  Season1 第13話初出
3. ↑  第21話初出
4. ↑  第22話初出
5. ↑  第2話初出
6. ↑  第9話初出
7. ↑  第14話初出
8. ↑  第4話初出
9. ↑  第13話初出